# Anthony Amos Lucky
Anthony Amos Lucky (* 11. Mai 1940) ist ein aus Trinidad und Tobago stammender Jurist. Von 2003 bis 2020 war er Richter am Internationalen Seegerichtshof.
Lucky schloss seine juristische Ausbildung in England und an der Universität der Westindischen Inseln ab. Hierbei wählte er den Bereich Internationale Beziehungen als Schwerpunkt.
Nach einer nur kurzen Tätigkeit als Anwalt wechselte er 1963 in das Büro des Generalbundesanwalts von Trinidad und Tobago, wo er ein einjähriges Ausbildungsprogramm absolvierte. Im selben Jahr nahm er eine Teilzeitstelle an der Universität der Westindischen Inseln an. Erste Erfahrungen als Richter sammelte Lucky von 1964 bis 1974, bevor er Syndikus der Royal Bank of Trinidad and Tobago wurde.
Nach Tätigkeiten für verschiedene Banken und Investmentgesellschaften im karibischen Raum kehrte Lucky 1987 auf die Richterbank zurück und war bis 2003 Richter am Obersten Gerichtshof von Trinidad und Tobago. Zwischen 2003 und 2020 war er als Richter am Internationalen Seegerichtshof in Hamburg tätig. Im Rahmen dieser Tätigkeit hatte er von 2005 bis 2008 und zwischen 2011 und 2014 den Vorsitz über die Kammer für Streitigkeiten betreffend die Meeresumwelt inne. In den Jahren 2014 bis 2017 saß er der Kammer für Fischereistreitigkeiten vor.

## Publikationen (Auswahl)
- The interest of Caribbean States in the nuclear age : with specific reference to Trinidad and Tobago. In: Law of the sea, environmental law and settlement of disputes: liber amicorum Judge Thomas A. Mensah. Nijhoff, Leiden ISBN 978-90-04-16156-6 S. 1153–1162.